# Пойя
Пойя́ (фр. Poya, аджиэ Nèkö) — коммуна в Новой Каледонии, единственный муниципалитет территории, относящийся одновременно к двум провинциям — Северной и Южной.

## География
Коммуна расположена в центральной части юго-западного побережья Гранд-Тер — крупнейшего острова Новой Каледонии. Расстояние по прямой до административного центра Северной провинции Коне составляет около 43 километров, до административного центра Южной провинции и столицы всей территории города Нумеа — 170.

## Административное и традиционное деление
Пойя — единственная коммуна Новой Каледонии, территория которой разделена между двумя провинциями. Так случилось потому, что провинции были созданы позже, чем границы муниципалитета. Таким образом, Пойя делится на две неравные части — Северную и Южную Пойю в соответствии с провинциями, к которым они относятся. Хотя эти территории не являются самостоятельными муниципалитетами, некоторые статистические и другие данные по ним учитываются раздельно. Имеются и значительные политические различия между северной и южной частями: так, на Референдуме о независимости Новой Каледонии, прошедшем в 2018 году, за независимость проголосовало 64,16 % избирателей Северной Пойи и лишь 2,05 % электората Южной Пойи. Последнее — самый низкий результат во всей Новой Каледонии.
Как и другие новокаледонские коммуны, Пойя делится на округа, называемые «племенами» (фр. tribu). В Пойю входит шесть таких округов: Гоапен, Нетеа, Монфауэ, Неклиэ-Краджи, Непу и Уэнджи. Первые два относятся к традиционной территории канакских народов паиси и темухи, остальные — к территории народов аджиэ и аро.

## Население
В 2019 году на территории коммуны Пуандимье проживало 2802 человека. По данным 2014 года, более 92 % жителей коммуны проживало в той её части, которая относится к Северной провинции. Большую часть населения Пойи составляют канаки — коренные жители Новой Каледонии. Помимо французского в быту используется аджиэ и другие канакские языки.
Этнический состав
| Этничность           | Процент |
| -------------------- | ------- |
| Канаки               | 60,5%   |
| Европейцы            | 14,4%   |
| Метисы               | 9%      |
| Уоллисцы и футунанцы | 4,2%    |
| Азиаты               | 1,3%    |
| Таитяне              | 1,2%    |
| Ни-вануату           | 0,3%    |
| Другая               | 8,6%    |
| Не указана           | 0,3%    |
| Всего                | 100%    |